# Polder Allersma
De Polder Allersma is een voormalig waterschap in de provincie Groningen.
Het waterschap lag ten noorden van het Oldehoofsch kanaal, tussen dit kanaal en de linker dijk van het Reitdiep. De westgrens lag 2 percelen westelijk van de N983 bij Saaxum. De oostgrens was de Zijlsterweg die van Feerwerd naar Aduarderzijl loopt.
De afwatering gebeurde via twee duikers. Het noordelijke deel van de polder loosde op het Reitdiep, het zuidelijk op het Oldehoofsch kanaal.
Waterstaatkundig gezien ligt het gebied sinds 1995 binnen dat van het waterschap Noorderzijlvest.

## Naam
De polder is genoemd naar de borg Allersma.